# Terreur blanche (Grèce)
Pour les articles homonymes, voir Terreur blanche.

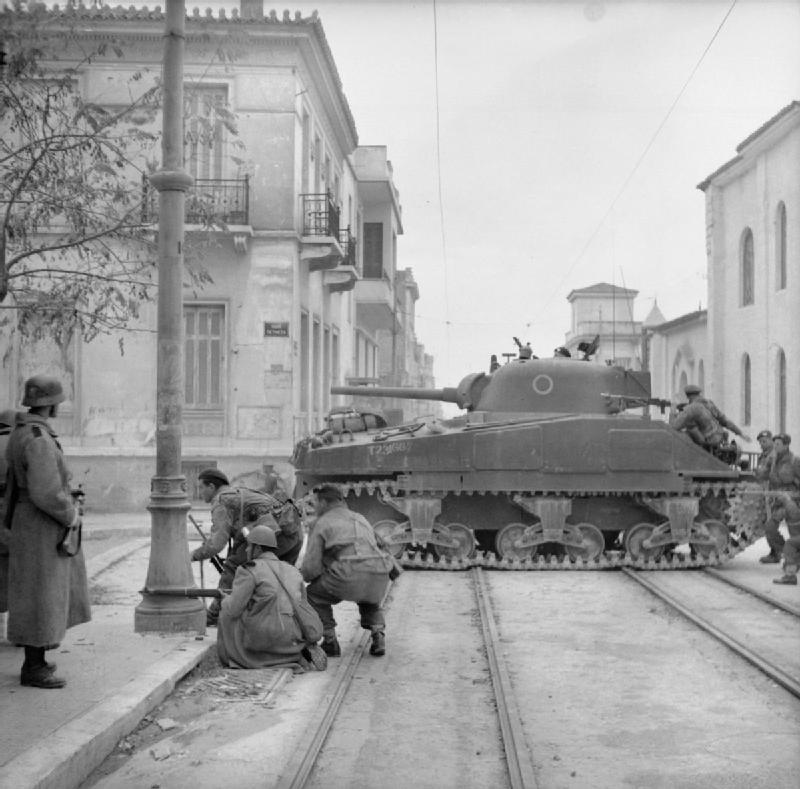
Un char Sherman accompagné de troupes du 5e Bataillon de parachutistes (écossais) et leurs alliés grecs lors d’une opération contre des membres de l’ELAS à Athènes en décembre 1944

La terreur blanche, en grec moderne : Λευκή Τρομοκρατία (Levki Tromokratia), est le terme utilisé en Grèce, par analogie avec les périodes similaires de l'histoire, relative à la période de persécution des membres du Parti communiste de Grèce (KKE) et d'autres anciens membres de l'organisation de résistance de gauche de la Seconde Guerre mondiale, le Front de libération nationale (EAM), en 1945-1946, avant le déclenchement de la guerre civile grecque.

## Contexte
Pendant l'occupation de la Grèce par l'Axe, l'Armée populaire de libération nationale (EAM-ELAS), contrôlée par les communistes, est devenue la principale organisation au sein du mouvement de résistance grec. À l'été 1944, avec un nombre de membres estimé entre un demi et deux millions de grecs et disposant de quelque 150 000 combattants, elle éclipse ses plus proches rivaux non communistes, la Ligue nationale démocratique (EDES) et la Libération nationale et sociale (EKKA),,. Les tensions croissantes, suscitées par l'idéologie ainsi que par l'ambition de l'EAM-ELAS d'être le seul instrument de « libération nationale », conduisent à des affrontements répétés, en 1943-1944, dans ce que l'on appelle, plus tard, la « première phase » de la guerre civile.
Au moment de la libération de la Grèce, en octobre 1944, l'EAM-ELAS domine le pays, à l'exception des grandes villes, notamment Athènes, où les forces britanniques soutiennent le gouvernement grec en exil. À partir du retour de celui-ci, un nouveau gouvernement d'unité nationale, dirigé par Geórgios Papandréou est établi en Grèce, avec la participation de l'EAM et du KKE, conformément à l'accord de Caserte. Les désaccords internes du gouvernement entraînent le retrait des ministres de l'EAM. La rivalité latente entre le gouvernement Papandreou, soutenu par les Britanniques, et l'EAM-ELAS, aboutit aux affrontements de Dekemvrianá, à Athènes (décembre 1944 - janvier 1945), où l'EAM-ELAS est vaincue, et au désarmement de l'organisation, par le traité de Várkiza (février 1945).

## Terreur blanche et déclenchement de la guerre civile
Une fois l'EAM-ELAS neutralisée, ses membres deviennent des proies faciles pour les persécutions de divers groupes de droite en représailles à la « terreur rouge » précédente.
Il s'agit d'anciens membres des bataillons de sécurité collaborationnistes et des services de sécurité paramilitaires du gouvernement, principalement la gendarmerie grecque et la garde nationale, agissant avec le soutien tacite du gouvernement. Ainsi, comme le souligne Polymeris Voglis, « comme partout ailleurs en Europe, les prisons étaient inondées de fascistes et de leurs collaborateurs, en Grèce la plupart des prisonniers étaient membres d'organisations de résistance de gauche » : selon la Mission juridique britannique, en Grèce, sur les 16 700 détenus, au 1er octobre 1945, 7 077 sont des criminels de droit commun, 6 027 sont des prisonniers de gauche emprisonnés, après la Dekemvrianá, et seulement 2 896 sont des collaborateurs.
La campagne de persécution dure jusqu'en 1945 et une grande partie de l'année 1946. Elle est un élément critique dans la radicalisation et la division du climat politique dans le pays. Elle conduit à la formation de troupes d'autodéfense de gauche, au boycott par la gauche des élections de 1946, et enfin à la reprise de la guerre, avec le déclenchement de la troisième, ou principale phase, de la guerre civile grecque, au printemps 1946. Entre le traité de Varkiza et l'élection de 1946, les escadrons de la terreur, de droite, commettent 1 289 meurtres, 165 viols, 151 enlèvements et disparitions forcées. 6 681 personnes sont blessées, 32 632 torturées, 84 939 arrêtées et 173 femmes sont rasées. Après la victoire de l'Alignement unifié des nationalistes (en), le 1er avril 1946 et jusqu'au 1er mai de la même année, 116 gauchistes sont assassinés, 31 blessés, 114 torturés, 4 bâtiments sont incendiés et 7 bureaux politiques sont mis à sac.

### Article
- (el) Βασιλική Λάζου, « Η συγκρότηση και η δράση της Εθνοφυλακής. Νοέμβριος 1944 - Σεπτέμβριος 1945: Η περίπτωση της Λαμίας", Κλειώ » [« La formation et l'action de la garde nationale. Novembre 1944 - Septembre 1945: Le cas de Lamia , Klio »], Περιοδική έκδοση για τη νεότερη ιστορία, no 3,‎ 2006, p. 63-95.

### Source de la traduction
- (en) Cet article est partiellement ou en totalité issu de l’article de Wikipédia en anglais intitulé « White Terror (Greece) » (voir la liste des auteurs).